# Gorgo al Monticano
Gorgo al Monticano est une commune italienne d'environ 4 200 habitants située dans la province de Trévise dans la région Vénétie, dans le nord-est de l'Italie.

## Administration
| Période                                  | Période | Identité | Étiquette | Qualité |
| ---------------------------------------- | ------- | -------- | --------- | ------- |
|                                          |         |          |           |         |
| Les données manquantes sont à compléter. |         |          |           |         |

### Hameaux
Navolé, Cavalier

### Communes limitrophes
Chiarano, Mansuè, Meduna di Livenza, Motta di Livenza, Oderzo, Pasiano di Pordenone